# Hong Kong Rangers Football Club
El Hong Kong Rangers (en chino tradicional, 流浪足球會, conocido como Rangers, renombrado Biu Chun Rangers por razones de patrocinio), es un equipo de fútbol de Hong Kong que milita en la Primera División de Hong Kong, la liga de fútbol más importante del país.

## Historia
Fue fundado en el año 1958 por el escocés repatriado de Glasgow Ian John Petrie y su nombre se debe al equipo escocés del mismo nombre. Fue el primer equipo del continente con un sistema administrativo moderno de equipos de fútbol, aunque en sus inicios no contaban con mucho capital financiero.
La idea de Petrie siempre fue colocar a jugadores jóvenes, algo que ha caracterizado al club desde siempre y fue el primer equipo de Hong Kong en contratar jugadores profesionales de Europa, lo cual abrió un capítulo nuevo en el fútbol de Hong Kong. 
Desde el 12 de octubre del 2001, el club ha modificado su nombre debido a razones de patrocinio, los cuales han sido:
- 2001-06 - Buler Rangers
- 2007-11 - Bulova Rangers
- 2011-12 - Kim Fung Rangers (en chino tradicional, 金峰科技)
- 2012-16 - Biu Chun Rangers
- 2016–2017 - Lee Man Rangers (理文流浪)
- 2017–: Biu Chun Rangers (標準流浪)

En la última década, el club ha ganado bastante reputación debido a la política en la formación de jugadores, en donde sus divisiones menores han producido los mejores jugadores jóvenes del país, lo cual ha hecho que sus equipos sub-15, sub-17, sub-19 y sub-21 tengan reconocimiento internacional.

## Palmarés
- Primera División de Hong Kong: 1

1970/71
- Tercera División de Hong Kong: 1

1991/92
- Hong Kong Senior Shield: 4

1965/66, 1970/71, 1974/75, 1994/95
- Copa FA de Hong Kong: 2

1976/77, 1994/95
- Copa Viceroy: 2

1973/74, 1974/75

## Participación en competiciones de la AFC
| 1995/95 | Recopa de la AFC     | 2          | Yokohama Flügels | 2-4, 1-3 |     |     |
| 2023/24 | AFC Champions League | Preliminar | Haiphong         | 1–4      | 1–4 | 1–4 |

## Jugadores

### Números retirados
- 15 -  Cheung Yiu Lun DEL - Homenaje Póstumo